# Банон (сыр)
Бано́н (фр. Banon) — мягкий французский сыр из козьего молока.

## История
Банон имеет тысячелетнюю традицию изготовления. Он был известен ещё во времена Древнего Рима. В феврале 2003 года Банон получил сертификат AOC.

## Изготовление
Банон изготавливают методом «молочного створаживания». Для этого молоко необходимо переработать сразу после дойки, чтобы оно не успело остыть. В молоко добавляют сычужную закваску и оставляют на 30-45 минут для створаживания при температуре 29-35 °C. В результате получается тестообразная сырная масса. В качестве форм для созревания используют специальные цедилки. Будущий Банон обмывают в местной виноградной водке, заворачивают в сушеные листья каштана и обвязывают лентами из листьев пальмы рафии (лат. Raphia). Сыр созревает в тёмном погребе при температуре 11-14 °C и влажности более 90 %. Для получения молодых сыров срок созревания составляет две недели, полузрелых — 4-5 недель и зрелых — 6-8 недель.

## Описание

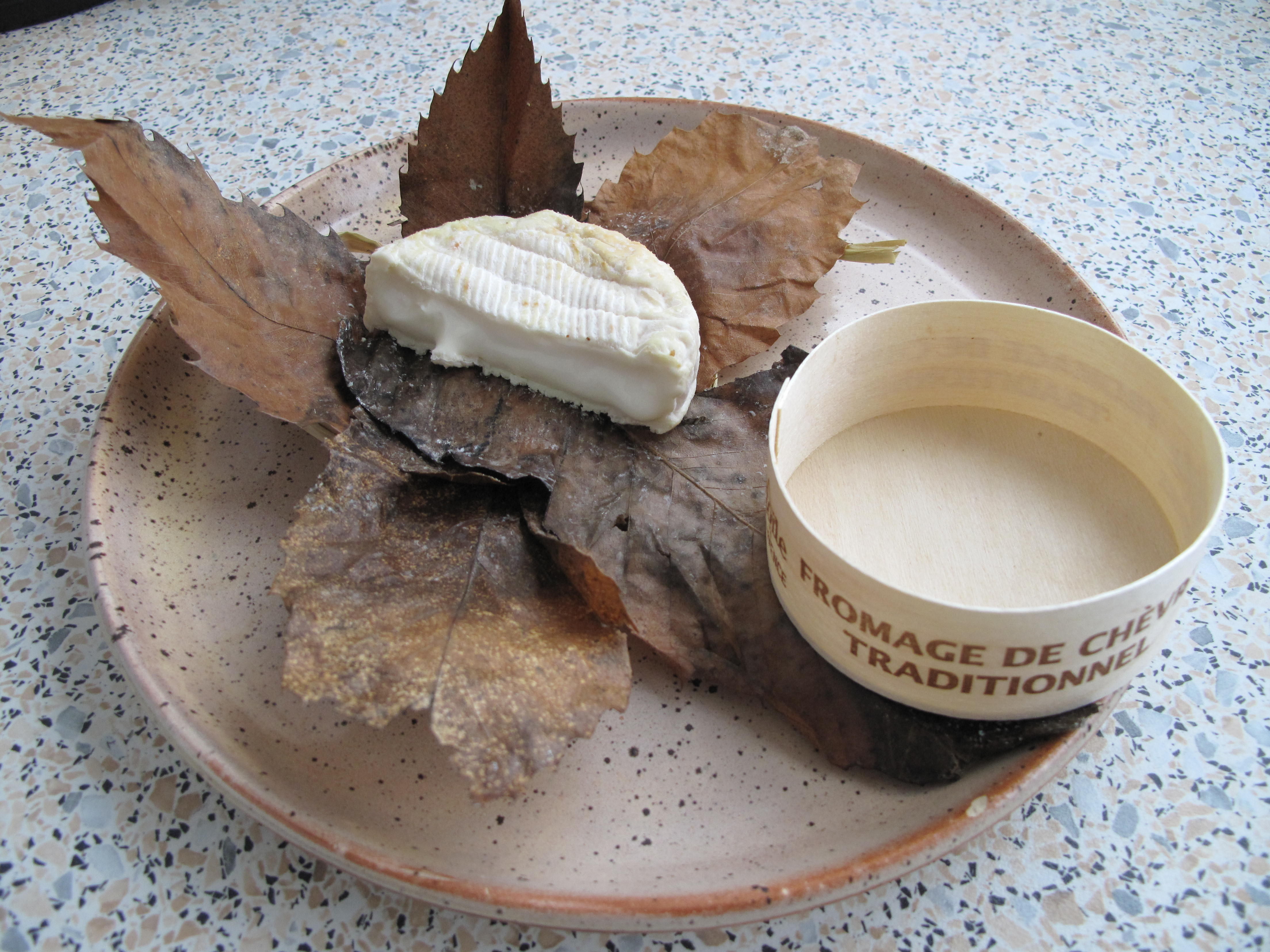

Головка сыра имеет дисковидную форму диаметром 6-7 см, толщиной 2,5-3 см и весом около 90-120 г. Листья каштана, в которые завёрнут сыр, отдают ему свои танины и эфирные масла, которые сохраняют влажность сыра и развивают его неповторимый вкус и аромат. Банон имеет сухую корочку соломенного цвета с легким налётом серо-голубой съедобной плесени и мягкую мякоть, которую можно есть ложкой. Жирность сыра — 45 %.
Банон хорошо сочетается со свежими фруктами или слегка подпечёнными грушами. К сыру лучше всего подходит наливка из чёрной смородины Blanc de Cassis.